# Detaszowana Brygada Piechoty Johanna von Branowatzky’ego
Detaszowana Brygada Piechoty Johanna von Branowatzky’ego – jedna z trzypułkowych brygad w strukturze organizacyjnej wojska austriackiego w czasie wojny polsko-austriackiej w 1809.
Jej dowódcą był gen. Johann von Branowatzky (1754–1816). Wchodziła w skład Dywizji Kawalerii Karla Augusta von Schaurotha.

## Skład w 1809
- 14 Pułk Graniczny Szeklerów (1 batalion)
- 15 Pułk Graniczny Szeklerów (1 batalion)
- 1 Pułk Szwoleżerów Kirasjerów (8 szwadronów)
- Bateria artylerii konnej